# Xerocladia
Xerocladia es un género monotípico de arbusto perteneciente a la familia de las fabáceas.  Su única especie, Xerocladia viridiramis, es originaria de África.

## Descripción
Es un pequeño y rígido arbusto muy ramificado que alcanza un tamaño de hasta 1 m de altura, las ramas a menudo algo zigzageantes, de color verde pálido a verde oliva, cilíndricas, cano-pubérulas y substriadas. Estípulas espinescentes, en parejas, recurvadas, de color marrón rojizo, de hasta 3,5 mm de largo. Hojas bipinnadas, pequeñas: pecíolo de hasta 3 mm de largo, cano-pubérulas, con un color rojizo-marrón con glándula hasta 1 mm de altura justo por debajo del punto de unión de las pinnas;  1 par por pinna hoja, hojas en pares subopuestos 6-12, hasta 3 (4) x 1 (1,3) mm, oblongas o linear-oblongas, obtusas o agudas apicalmente. Las inflorescencias capitadas, pedunculadas, solitarias en las axilas de las hojas. Flores hermafroditas,  sésiles, pedúnculos de hasta 8 mm de largo, cano-pubérulas. Cáliz dividido casi hasta la base. Pétalos libres, excepto basalmente, hasta de 2,5 (3) mm de largo.

## Distribución y hábitat
Se encuentra en el sudoeste de África y Namaqualand, en los ríos de arena, en márgenes de ríos, aluviones, etc.

## Taxonomía
Xerocladia viridiramis fue descrita por  (Burch.) Taub. y publicado en Botanisches Centralblatt 47: 395. 1891.